# Ĩ
Ĩ é a décima letra do atual alfabeto guarani, deriva da letra I indicando a nasalização da vogal com um til. Na grafia antiga, a nasalização era indicada utilizando um trema sobre a letra Ï.